# Göpfelsteinhöhle
Die Göpfelsteinhöhle (auch Göpfelberghöhle) ist eine Karsthöhle. Die einstige Wohnhöhle liegt auf dem Gemeindegebiet von Veringenstadt im Landkreis Sigmaringen in Baden-Württemberg, Deutschland. Das Laucherttal im Bereich von Veringenstadt ist – neben dem Raum Bad Urach und dem Blautal – eines der drei wichtigsten Höhlengebiete auf der Schwäbischen Alb. Das gilt sowohl für die Anzahl der Höhlen, deren Bedeutung für die frühgeschichtliche Forschung sowie für die Erforschung der Erdgeschichte. Die Höhle wird aufgrund der Fundlage auch als Hyänenhorst bezeichnet.

## Lage

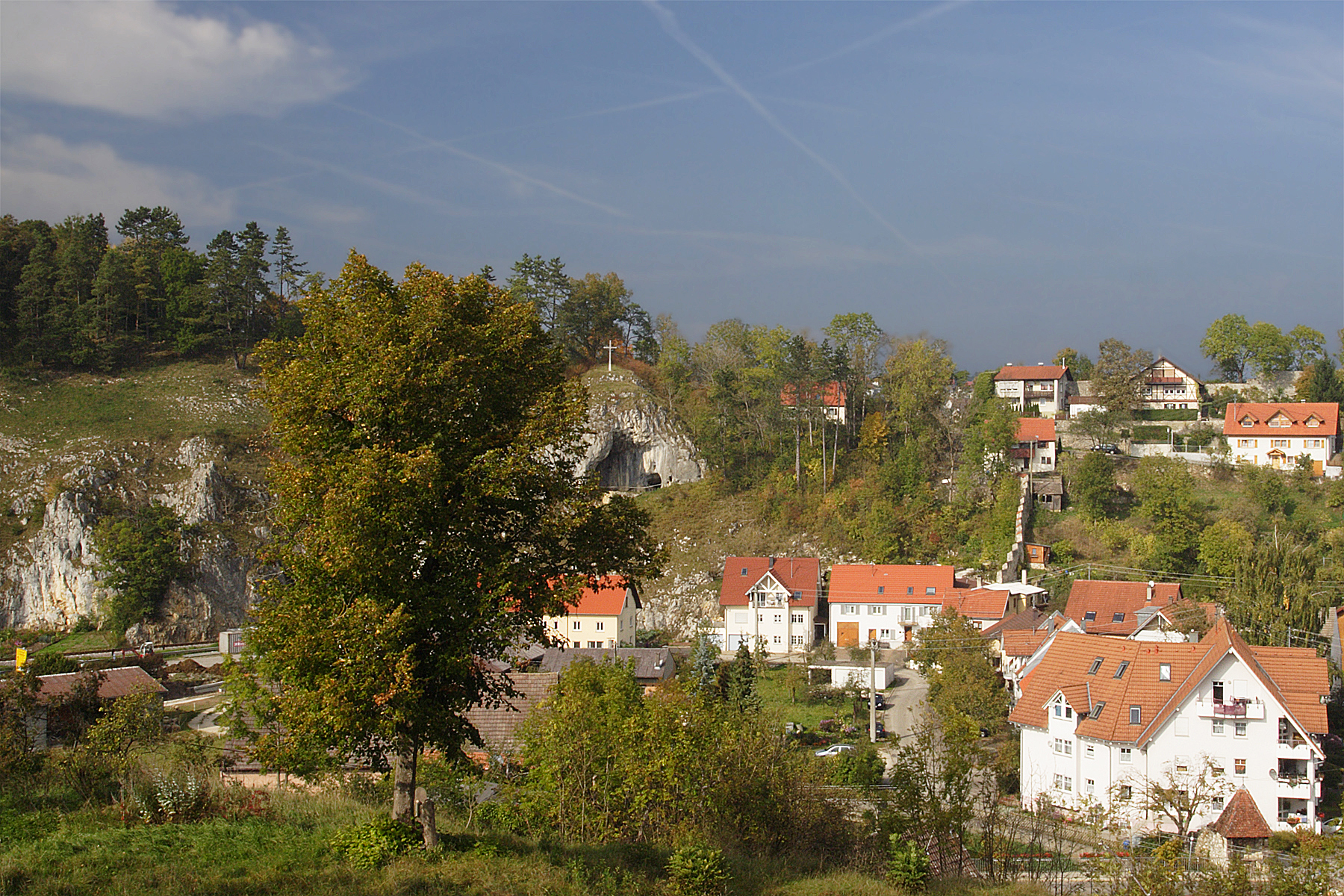
Lage über der Stadt

Die Göpfelsteinhöhle befindet sich am oberen Südhang eines Bergsporns der Schwäbischen Alb, der aus Richtung Westen ins Tal der Lauchert hineinragt. Der enge S-förmige Flussdurchbruch liegt in der tektonischen Vergitterungszone von herzynisch streichendem Hohenzollerngraben und rheinisch streichendem Lauchertgraben. Durch tektonischen Stress haben sich Klüfte gebildet, die sich zu zahlreichen Höhlen geweitet haben. Um Veringenstadt sind 34 Höhlen bekannt. Durch den Bergsporn führen zwei Tunnels, einer direkt unterhalb der Höhle. Dieser Straßentunnel wurde 1977 beim Bau einer Umfahrung für die Bundesstraße 32 in den Fels getrieben. Ein Eisenbahntunnel aus dem Jahre 1907 für die Hohenzollerische Landesbahn führt nur einige Meter weiter westlich durch den Sporn.
Die Göpfelsteinhöhle liegt auf einer Höhe von 660 m ü. NN am westlichen Stadtausgang von Veringenstadt, rechts oberhalb der Lauchert und der Altstadt. Der Eingang ist nach Süden ausgerichtet und weithin sichtbar in einem massigen Felsen des Weißen Jura.
Von der Altstadt führt der Burgweg nach oben. Auf der Kammhöhe des Bergsporns zweigt nach links ein beschilderter Fußweg ab, der zur Göpfelsteinhöhle hinab führt. Am Eingangsbereich der Höhle befindet sich eine Informationstafel. Die Höhle ist frei zugänglich. Unweit der Höhle befindet sich die St. Nikolauskirche und die Ruine der Burg Veringen.
Das Geotop Göpfelsteinhöhle ist seit 1971 als kulturgeschichtlich wertvolles flächenhaftes Naturdenkmal ND8437048 im Naturraum Mittlere Flächenalb ausgewiesen. Als archäologischer Fundplatz ist es ein Bodendenkmal.

## Beschreibung
Die Höhle weist eine geräumige Vorhalle auf. Hinter der Vorhalle liegt der drei Meter breite und drei Meter hohe Eingang zur eigentlichen Höhle, die zweistöckig in das Innere des Felsens führt. Der obere, geräumigere Höhlenteil ist sieben Meter lang, sieben Meter breit und fünf Meter hoch. Der untere Höhlenteil besitzt eine ähnliche Grundfläche und eine Höhe von etwa 1,20 Meter. Als der Neandertaler die Göpfelsteinhöhle bezog, hatte die Höhle nur eine Ebene. Erst nach der letzten Eiszeit stürzte eine Zwischendecke ein und öffnete den Zugang zur oberen Höhlenebene.
Die Göpfelsteinhöhle ist nach der Nikolaushöhle die zweitgrößte Veringenstädter Steinzeithöhle. Sie befindet sich in einem massigen Felsen des Weißjura ζ1 (Liegende Bankkalke: Kimmeridgium, ki4).

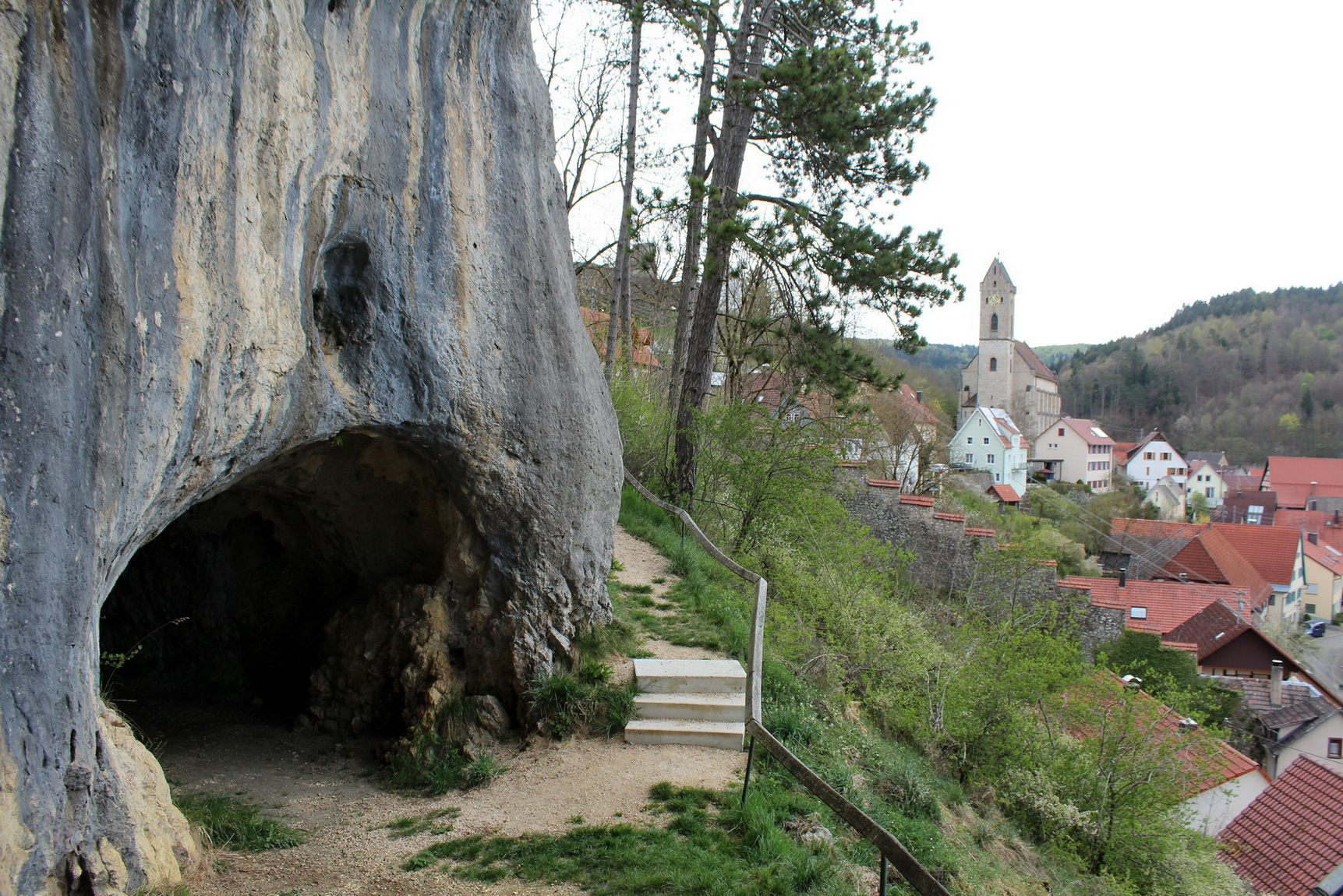
Eingang zur Göpfelsteinhöhle mit Blick auf die Altstadt von Veringenstadt
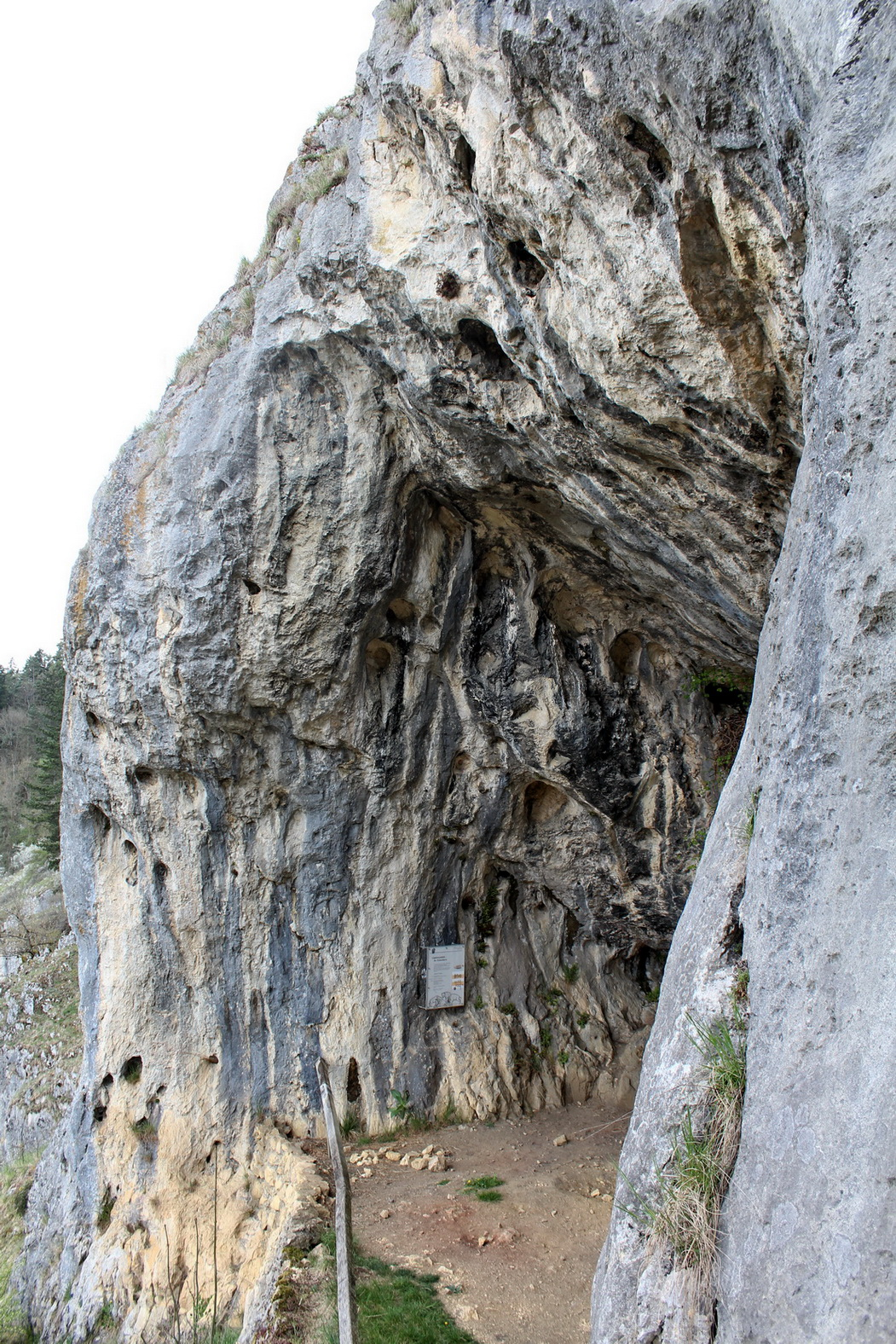
Vorhalle
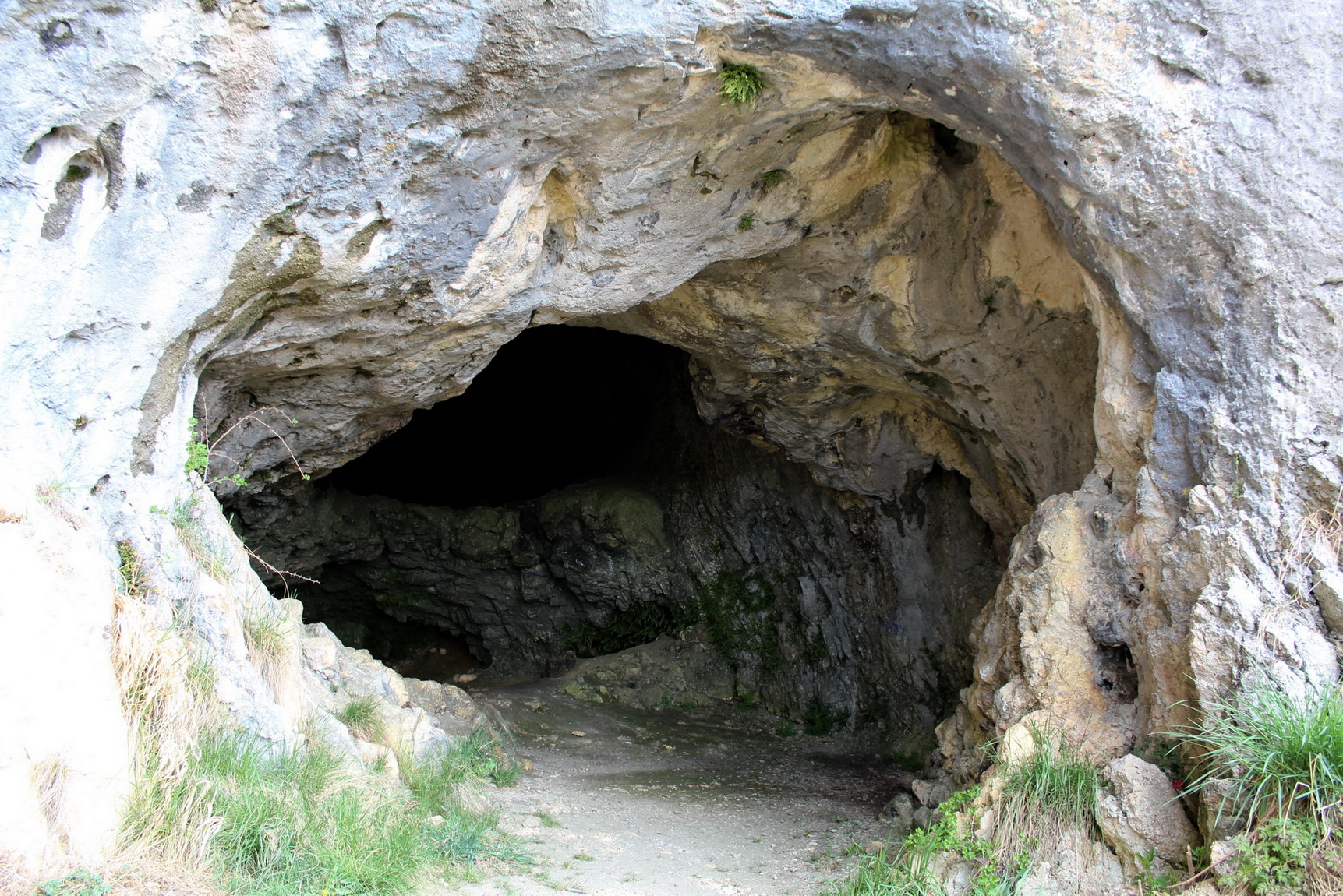
Höhleneingang
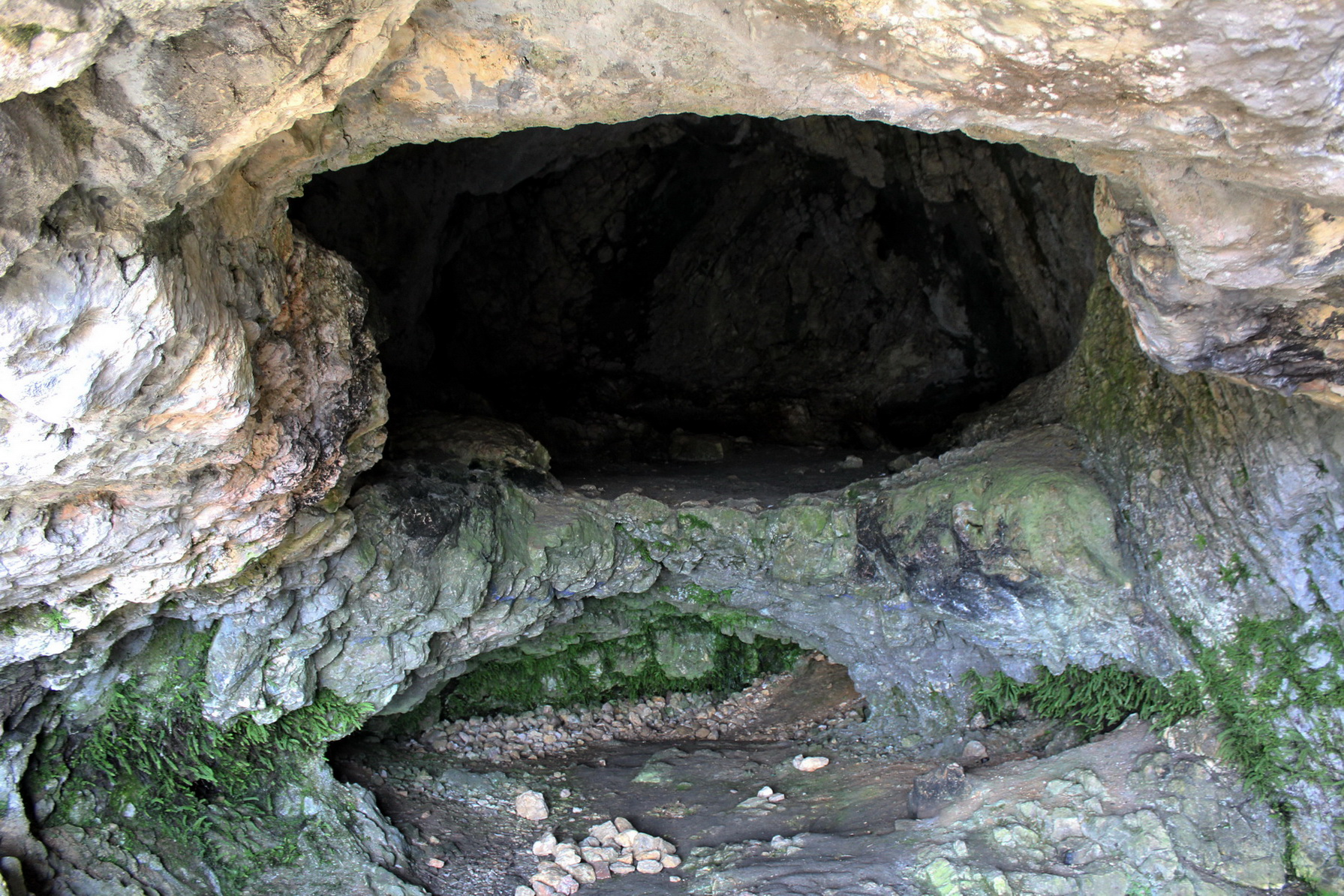
Blick in die Göpfelsteinhöhle
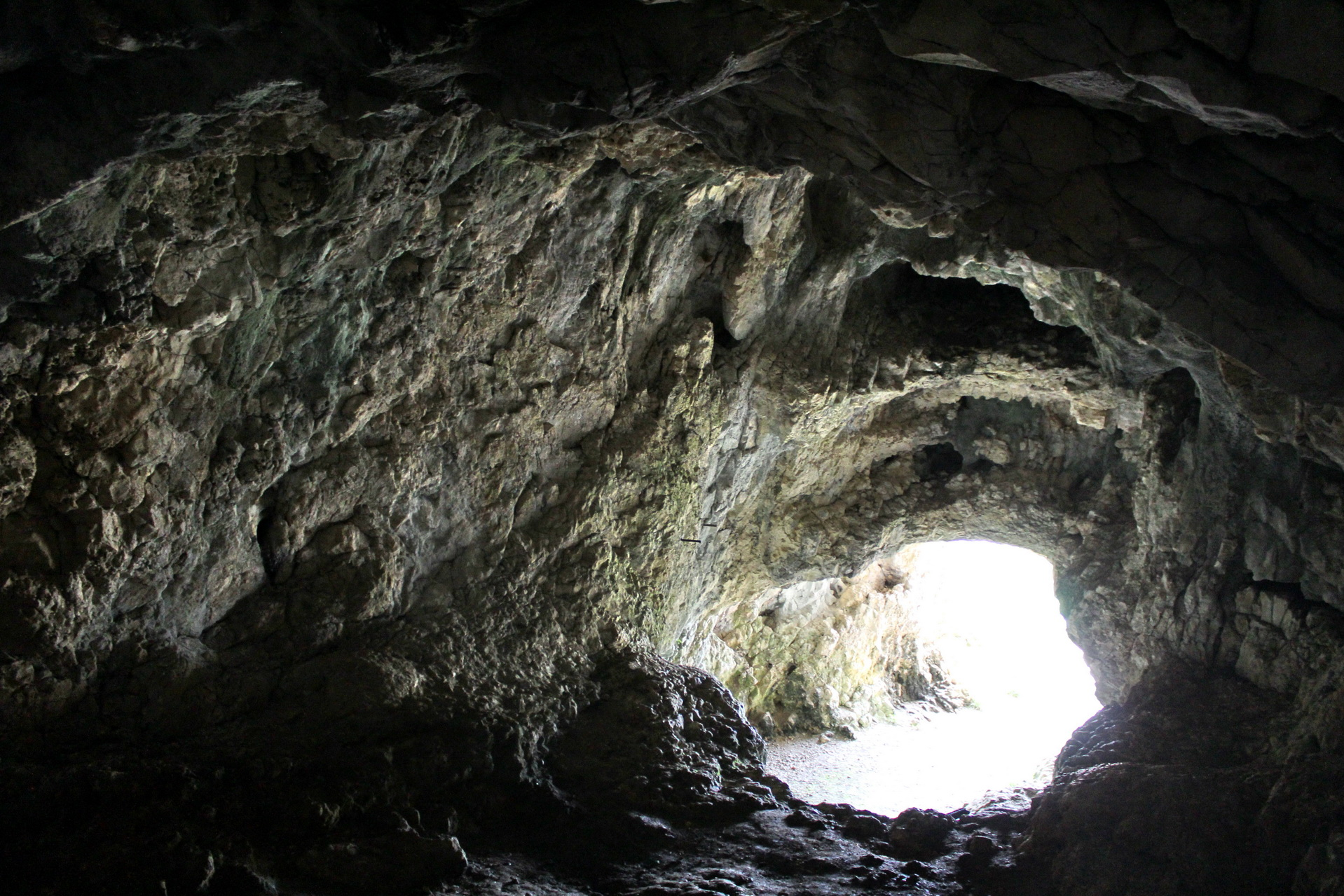
Blick aus dem oberen Höhlengang
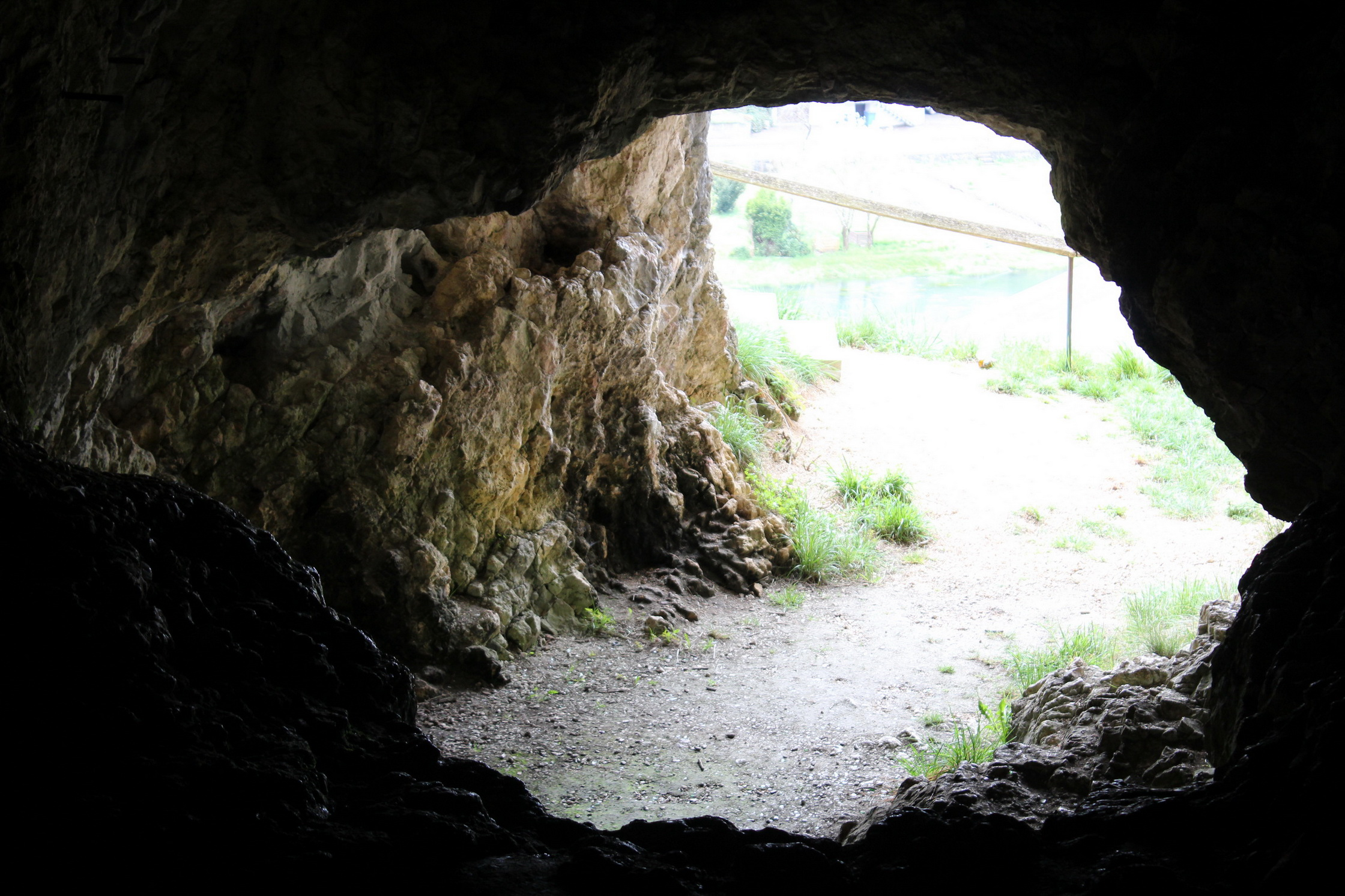
Blick aus dem oberen Höhlengang
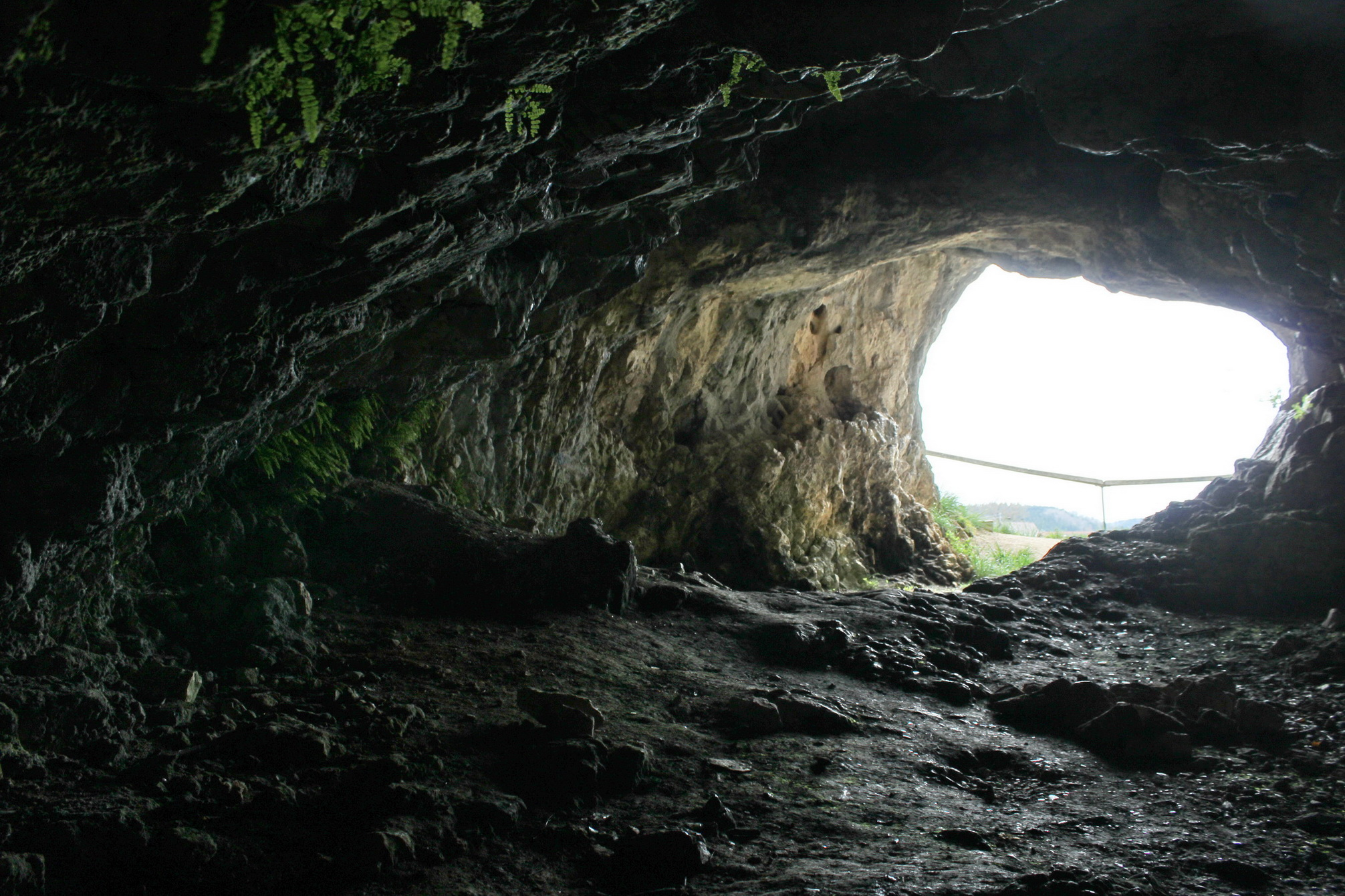
Blick aus dem unteren Höhlengang

## Forschungsgeschichte
- 1893/94 vermutete Karl Theodor Zingeler, der von 1891 bis 1915 Leiter des Fürstlich Hohenzollerischen Haus- und Domänenarchivs war, dass in Hohenzollern der Nachweis des Neandertalers geführt werden könnte.[2]
- 1909[3] fanden die ersten archäologische Grabungen in der Göpfelsteinhöhle  durch Robert Rudolf Schmidt vom Geologischen Institut der Universität Tübingen statt. Wegen des steinigen Untergrunds brach er jedoch seine Grabung ohne Funde und Publikation ab.
- 1934 im Juli bis August gelang Oberpostrat a. D. Eduard Peters bereits bei seiner Probegrabung der Nachweis Zingelers Vermutungen über die Existenz paläolithischer altsteinzeitlicher Kulturreste.
- 1935, vom 25. Juli bis 20. Oktober, erfolgte die Hauptgrabung von Eduard Peters. Da die gesamte Grabungsdokumentation seit 1945 verschollen ist, können die Befunde nur bruchstückhaft anhand von Vorberichten rekonstruiert werden. Peters fand offenbar keine intakten, sauber zu trennenden Kulturschichten vor. Silices lagen neben Höhlenbärenknochen und jüngeren Kulturresten an der Oberfläche. Der Ausgräber sah die Ursache dafür darin, dass der Überhang des Göpfelsteins seit Jahrhunderten als Unterstand für Schafherden diente und deren Ausscheidungen samt oberen Bodenschichten als Dünger von der Bevölkerung abgebaut wurden. Die Sedimentmassen wurden von Peters nach seinem von ihm verbesserten Schlämmverfahren vollständig geschlämmt und erbrachten über 1000, zum Teil winzigste Silices, die sowohl die Anwesenheit des Neandertalers (Moustérien), als auch des frühen anatomisch modernen Menschen (Homo sapiens, Aurignacien) belegen. Fundhäufungen der Neandertalerkultur zeigten sich nach Peters Angaben in einer Vertiefung in der Höhle an der rechten Seite. Er nahm an, dass die Jäger des Aurignacien die geräumige nach Süden ausgerichtete Vorhöhle bevorzugt genutzt haben. Es war Peters nicht möglich die zahlreichen als Jagdbeute erkennbaren eiszeitlichen Faunenenreste eindeutig der Kultur des Neandertaler bzw. des Homo sapiens zuzuordnen. Die Grabung wurde abgebrochen, nachdem der hinterste Teil der Höhle nur noch kriechend befahrbar war und die knochenführenden Lehmsedimente zu steinharter Breccie verbacken war, die sich nicht bergen ließ. Die Bestimmung der eiszeitlichen Großsäuger übernahm Fritz Berckhemer von der Württembergischen Naturaliensammlung in Stuttgart, die Kleinsäugerreste bearbeitete Florian Heller, von der Universität Heidelberg.
- Gegen Ende des Zweiten Weltkriegs wollte Peters seine Funde, die er im Rathaussaal von Veringenstadt aufbewahrte, in Sicherheit bringen und brachte sie in das Hohenzollerische Landeshaus nach Sigmaringen. Kurz nach dem Einmarsch der französischen Truppen 1945 in Sigmaringen waren jedoch sämtliche Funde, Akten und Grabungsberichte der Jahre 1941 bis 1942 verschwunden. Dieser Verlust brachte Eduard Peters an den Rand der Verzweiflung.[4]
- 1947 führte Eduard Peters erneut eine Begehung durch. Der brekziöse Höhlenlehm hatte sich mittlerweile aufgelockert und so erbrachte eine Grabung mit Josef Ott aus Hettingen Ende September bis Anfang Oktober die Bergung weitere Knochenreste der Hyänenfraßstelle.
- 1950 im Juli oder August führte Ulrich Binder eine Nachlese in den Abraummassen der Petersschen Grabungen durch, die offenbar wenig ergiebig war.
- 1955 erfolgten weitere Fundbergungen von Franz Werz aus Veringenstadt, der nochmals Reste der eiszeitlichen Fauna sowie Silices des Moustérien und Aurignacien barg.[5]
- 1982 und 1983 machte Achim Lehmkuhl vom Staatlichen Museum für Naturkunde in Stuttgart die neuesten Funde in der Göpfelsteinhöhle: pleistozäne und holozäne Faunenreste.
- 2004 erfolgte durch Thomas Rathgeber vom Staatlichen Museum für Naturkunde in Stuttgart eine Neubearbeitung der Faunen von 1934/35.[6]

## Knochenfunde
Aus der Analyse der Knochenfunde ging hervor:
Raubtiere
- Höhlenhyäne (Hyaena spelaea Cuv.): Während der letzten Eiszeit (vor 120.000 bis 10.000 Jahren) wurde die Göpfelsteinhöhle über längere Zeiträume von der Höhlenhyäne als Horst genutzt. Dies belegen gut erhaltene Hyänenknochen sowie benagte und verbissene Reste von Beutetieren.
- Höhlenbär (Ursus spelaeus Bl.)
- Wolf (Canis lupus spelaeus Goldf.)
- Vielfraß (Gulo borealis L.)
- Steppeniltis (Foetorius Eversmanni Less.)
- Höhlenlöwe (Felis spelaea Goldf.)

Pflanzenfresser
- Wildpferd (Equus germanicus Nehr.)
- Wollnashorn (Rhinoceros antiquitatis Bl.)
- Ren (Rangifer tarandus l.)
- Mammut (Elephas primigenius Bl.)
- Wisent (Bison priscus Boj.)
- Riesenhirsch (Megaceros)
- Rothirsch (Cervus elaphus L.)
- Steinbock (Capra ibex. L.)

## Nachgewiesene Kulturepochen

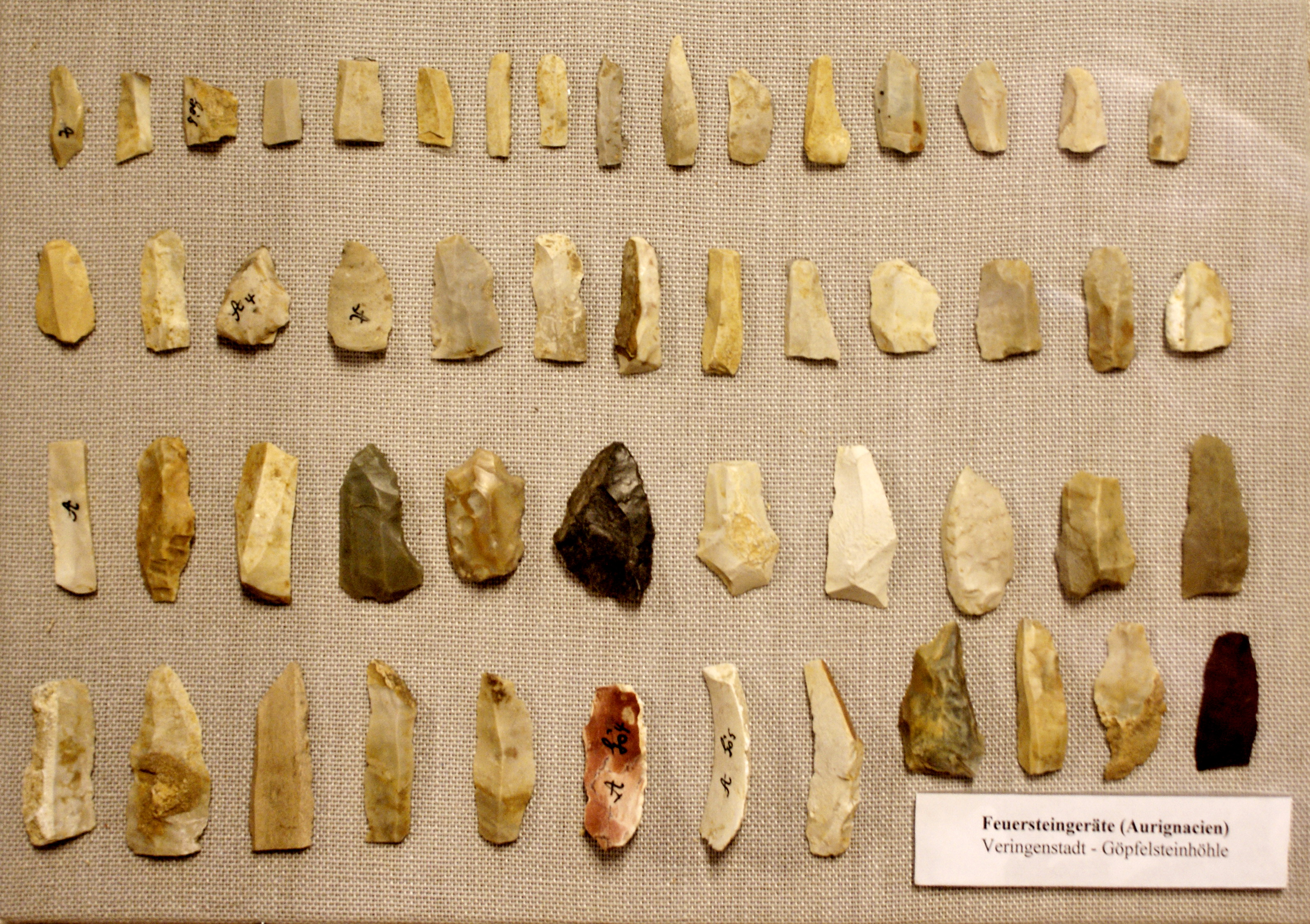
Aurignacien – Feuersteingeräte, Fundstücke aus der Göpfelstein- und Nikolaushöhle im Heimatmuseum Veringenstadt

Siedlungsfunde der Göpfelsteinhöhle weisen folgende Kulturepochen nach:

### Moustérienkultur
Als der Neandertaler die Göpfelsteinhöhle bezog, bestand sie aus einem oberen und einem unteren Hohlraum, die durch eine feste Zwischendecke voneinander getrennt waren. Zugänglich für Mensch und Tier war nur der untere Raum, der auf der rechten Seite eine starke Bodeneintiefung gehabt haben muss. Diese Vertiefung enthielt die Hauptreste der Moustérienkultur an Silices und Tieren, denen anzusehen ist, dass wir es hier auch mit einem Horst der Höhlenhyäne zu tun haben. Der Einbruch der Zwischendecke erfolgte erst in der Nacheiszeit.
Fundstücke sind Feuerstein- und Knochenwerkzeuge aus der mittleren Altsteinzeit (etwa 80.000-35.000 v. Chr.). Es wurden Schneidwerkzeuge gefunden, bei denen die rechten Kanten auf der Rückseite sogenannte Schutzretusche erhalten haben, damit sie für den Gebrauch fest in der Hand liegen. Sogenannte Schnauzenkratzer, sind hobelartige, vorn spitz zulaufende Geräte, die wohl bei der Fellverarbeitung gute Dienste leisteten. Auch später, in der beginnenden jüngeren Altsteinzeit (30.000 v. Chr.), suchten Jäger und Sammler (Wildbeutergruppen) Schutz in der günstig über der Lauchert gelegene, nach Süden ausgerichtete Höhle.

### Aurignacienkultur
Auch der moderne Aurignac-Mensch hat in der Göpfelsteinhöhle gerastet. Nach der Menge der hinterlassenen Geräte und Werkzeuge zu schließen, scheint er jedoch nur kurz ansässig gewesen zu sein. Feuerstein- und Knochenwerkzeuge (Klingenkultur), der sogenannte Hochkratzer, ist ein Gerät, das gerade für die Aurignackultur kennzeichnend ist, Klingenkratzer und Eckstichel, dessen Werkkante die oben hervortretende dachförmige Schneide ist. Welch hohe Fingerfertigkeit dieser Kultur besaß, lassen die Knochengeräte erkennen. Zum Beispiel das Bruchstück einer Speerspitze aus Rengeweih, Knochenpfriemen, das Bruchstück eines durch Strichgravierung verzierten Pfriemen oder eines Knochenglätters. Die Tierreste gehören im Wesentlichen dem Mammut, dem Höhlenbär, dem Rentier und dem Wildpferd an.

### Neolithikum(Jungsteinzeit)
Erst im spätesten Neolithikum setzten sich kleine Horden viehzüchtender Siedler da und dort auf der Hochfläche fest. Es waren zum Teil Angehörige einer bandkeramischen Mischkultur vom Rössen-Großgartacher Typus, die wenige stichverzierte Scherben in der Göpfelsteinhöhle zurückließen.

### Bronzezeitkultur: Frühbronzezeit
Einige grobtonige Scherben mit Tupfenleisten, Oberflächenrauhung und breiten Tragknuppen gehören wohl in die Frühbronzezeit. Die Scherben, die sich von denen der Spätbronzezeit im Brand und im Material unterscheiden, kommen dem spätneolithischen Typus der Altheimer Keramik recht nahe; eine Kultur, auf die auch der Streitaxtfund in der Anna-Kapellen-Höhle hinweist. Ebenso wurde spätbronzezeitliche Töpferware und Spinnwirtel gefunden.

### VorrömischeEisenzeit:LatènekulturundHallstattkultur
Im Gegensatz zu der Masse der bronzezeitlichen Funde steht die geringe Anzahl der früheisenzeitlichen Reste. Nur wenige Scherben lassen sich möglicherweise dahin bestimmen. Zum Beispiel das Fragment einer kleinen Urne aus dem Göpfelstein, deren Rand seitlich und auf der Kante Stichverzierungen zeigt, die wahrscheinlich mit einer feinen Bronzenadel ausgeführt worden sind. Erst in spätkeltischer Zeit (d. h. im letzten vorchristlichen Jahrhundert) lieferte die Göpfelsteinhöhle keramische Siedlungsfunde dieser Zeit in reichlichem Maße. Die Keramik ist jetzt allgemein besser gebrannt und lässt sich nach technischen Gesichtspunkten in handgearbeitete und scheibengefertigte Ware einteilen. Die handgearbeiteten Scherben (meist Schüsseln mit eingezogenem Rand) tragen gewöhnlich die bekannte Kammstrichverzierung. Zum Verzieren benützen die Töpfer jener Zeit alle möglichen Instrumente: außer mehrzinkigen auch zweizinkige (gabelartige) Werkzeuge oder auch nur einfache Holzstäbchen mit entsprechend grobem Zich.

### Römische Kultur
- Eine Münze des Kaisers Antoninus Pius (138–161 n. Chr.) zeugt von der römischen Kultur.

- Aus einer Höhle bei Veringenstadt (vermutlich der Göpfelsteinhöhle) stammt eine gut erhaltene bronzene kerbschnittverzierte und punzierte Gürtelschnalle. Sie wurde bereits 1937 publiziert[8] und später namengebend für Tierkopfschnallen der Form Veringenstadt. Stempeldreiecke in Wolfszahnordnung sind charakteristisch für diese Form, die vornehmlich in Südwestdeutschland verbreitet ist.[9] Derartige Schnallen provinzialrömischer Militärgürtel werden dem späten 4. und frühen 5. Jahrhundert zugewiesen.[10]

### Mittelalter
Nach der römischen Zeit blieb die Göpfelsteinhöhle viele Jahrhunderte, die ganze alamannische Zeit über, unbesiedelt. Während dieser Zeit ist die Besiedelung im rund ein Kilometer nördlich liegenden Deutstetten nachweisbar. Aus der Göpfelsteinhöhle konnten eine ganze Anzahl von Scherben dem Mittelalter (11.–12. Jahrhundert) zugewiesen werden. Bis in das 19. Jahrhundert, d. h. bis zum Rückgang der Schafzucht auf der Alb, wurden die Höhlen noch als Viehställe benützt.

## Fundverbleib
- Heimatmuseum Veringenstadt im Obergeschoss des Rathauses Veringenstadt: Fundstücke von Steingeräten und Abfall ihrer Produktion (Silices)
- Hohenzollerischen Landesmuseum in Hechingen: Fundstücke von Steingeräten und Abfall ihrer Produktion (Silices).
- Staatliches Museum für Naturkunde Stuttgart: Fauna
- Sammlung der Universität Erlangen: Silices und Fauna[11]
- Schulsammlung Sonnenbühl-Erpfingen: Knochenahle/Knochenpfriem

## Sage vom Göpfelstein
Der Göpfelstein erinnert mit seinem Felsmassiv und der großen Höhle an einen Kopf mit einem großen Maul.
So wird in Veringenstadt seit urfürdenklichen Zeiten die Geschichte erzählt, dass der Göpfelstein ein unbeständiger Geselle sei und an Karfreitag, mit dem ersten Glockenschlag des Mittagsgeläutes an die Lauchert geht, um seinen Durst zu stillen. Außerdem wird erzählt, dass in dem katholischen Ort an Karfreitag die Glocken nach Rom fliegen und daher an diesem Tag die Kirchenglocken nicht läuten. Aber man kann ja nie wissen, ob sie nicht eines Tages doch rechtzeitig aus Rom zurückkehren und der Göpfelstein dann zum Saufen an die Lauchert geht.